# Metjnikovuniversitetet
Odessa nationale Universitet I. I. Metjnikov (ukrainsk: Одеський національний університет імені І.І. Мечникова; russisk: Одесский национальный университет имени И. И. Мечникова) er et universitet i den sydukrainske by Odessa. Det er opkaldt efter den russiske zoolog og anatom Ilja Ilitj Metjnikov.
Metjnikovuniversitetet er en af de ældste og vigtigste højskoler i Ukraine. Det består af ti fakulteter og fire institutioner. Ved siden af en række undervisningssteder i selve Odessa, har det også indretninger i forstaden Tjornomorsk og i byen Mykolajiv. Til universitetet regnes også Odessa stjerneobservatorium og et af Ukraines største videnskabelige biblioteker.
Universitetet blev grundlagt i 1865 ved edikt givet af zar Aleksander 2., og hed da Imperatorskij Novorossijskij Universitet. Det var i sin tid vokset frem fra det tidligere Lycée Richelieu i Odessa.